# Пурпурові бактерії

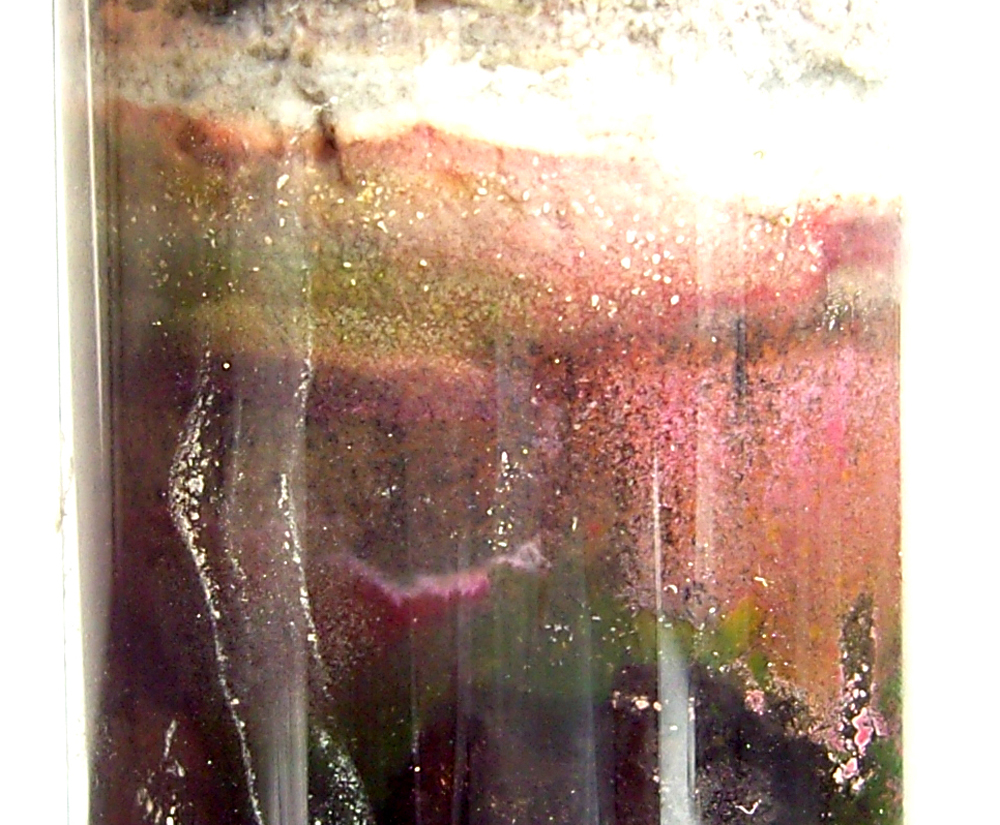
Пурпурові бактерії.

Пурпурові бактерії або пурпурові фотосинтезуючі бактерії — фотозинтезуючі бактерії, які використовують бактеріохлорофіл a і b та каротиноїди для цього процесу. Ці пігменти надають бактеріям кольори, розташовані між пурпуровим, червоним, коричневим та помаранчевим кольорами. Фотосинтез має місце в реакційних центрах на цитоплазматичній мембрані, яка часто формує складки всередині клітини, формуючи мішечки, структури трубчастої форми або листки, збільшуючи доступну площу поверхні. Всі ці бактерії належать до типу Протеобактерії.
Подібно до більшості інших фототрофних бактерій, пурпурові бактерії не виробляють кисню, тому що відновлюючим агентом (донором електронів) при фотосинтезі є не вода. В деяких, так званих пурпурових сіркобактеріях, це є або сульфід, або елементарна сірка. Інші, під назвою пурпурові несірчані бактерії (ПНСБ), зазвичай використовують водень, хоча деякі можуть використовувати і інші сполуки в невеликих кількостях. Раніше всі вони вважалися однією родиною, але філогенетичні дерева, засновані на 16S рРНК показують, що пурпурові бактерії належать до численних окремих груп, кожна з яких має ближчих не-фототрофих бактерій, ніж решта пурпурових бактерій. Зокрема, несірчані пурпуровні бактерії знаходяться серед класів альфа і бета протеобактерій, зокрема:
| Rhodospirillales  |                            |
| Rhodospirillaceae | наприклад Rhodospirillum   |
| Acetobacteraceae  | наприклад Rhodopila        |
| Rhizobiales       |                            |
| Bradyrhizobiaceae | наприклад Rhodopseudomonas |
| Hyphomicrobiaceae | наприклад Rhodomicrobium   |
| Rhodobiaceae      | Rhodobium                  |
| Інші родини       |                            |
| Rhodobacteraceae  | наприклад Rhodobacter      |
| Rhodocyclaceae    | наприклад Rhodocyclus      |
| Comamonadaceae    | наприклад Rhodoferax       |

Пурпурові сіркобактерії включаються до класу гамма і складають ряд Chromatiales. Схожість між фотосинтезуючими структурами цих різних ліній вказує, що вони мають загальне походження, або від загального предка, або через горизонтальний перенос генів.

## Моделі
У 2015 за участі біофізика Шультена з'явилась модель світловідбиваючої клітини хроматофор пурпурової бактерії Purpurbakterie (близько 100 мільйонів атомів) за допомогою суперкомп'ютера Титан в Національній лабораторії Oak Ridge.  У моделюванні процесів перетворення сонячного світла в хімічну енергію брали участь 100 мільйонів атомів, 16000 ліпідів і 101 білок, хоча вміст крихітної органели займає лише один відсоток від загального обсягу клітини.